# Joseph Folch de Cardon de Sandrans
Pour les autres membres de la famille ou les autres porteurs de ce nom, voir Famille Folch de Cardon et Folch.
Joseph Folch de Cardon, baron de Sandrans, né à Châtillon-les-Dombes en 1739, mort à Châtillon-les-Dombes (Ain), le 23 septembre 1799, est un officier et homme politique français, député en 1789-1791.
Officier, il est élu député de la noblesse aux États généraux de 1789. Il s'oppose d'abord à la réunion des ordres, mais accepte ensuite de siéger à l'Assemblée nationale puis à l'Assemblée constituante jusqu'en 1791. Il y vote avec les royalistes les plus à droite, sans prendre grande part aux débats mais en protestant contre la diminution du pouvoir royal.
Après la fin de la session en 1791, il se retire sur ses terres. Il reprend de l'activité politique au niveau local, sous le Directoire, comme président de l'administration municipale de Châtillon-les-Dombes, et meurt en fonction.

## Biographie

Armes des Folch de Cardon

Né en 1739 au château de Sandrans près de Châtillon-les-Dombes, Joseph Folch de Cardon de Sandrans est le fils de Jean Folch de Cardon (1712-1786), baron de Sandrans, officier au régiment de Gondrin, et de Marie-Anne Vingtdex. Il est le petit-fils de Jacques Gaspard Folch de Cardon, baron de Sandrans, chevalier et seigneur de la Roche, officier au régiment de Lyonnais,, descendant de la famille Folch de Cardon titrée ducs de Cardona en Espagne. 
Il devient officier, et sert pendant quinze ans au régiment de Rohan-Rochefort,. En 1779, il est sous-lieutenant au régiment Royal-Italien. Franc-maçon, il est affilié en 1786 à la loge des « Vrais Amis », à Bourg.

### Député de la noblesse aux États généraux
Cardon de Sandrans est élu le 3 avril 1789 député de la noblesse aux États généraux, par le bailliage de Bourg-en-Bresse. Aux États généraux, il signe « de Cardon, baron de Sandrans ». Il loge à Versailles au 6 rue d'Angiviller, puis rue de Grammont à Paris. 
Député de la Noblesse, il est partisan du vote par ordre, et son cahier stipule qu'il ne doit voter qu'ainsi. Mais les députés du tiers état refusent le vote par ordre où ils sont minoritaires, exigent le vote « par tête », et se constituent en « Assemblée nationale » le 17 juin 1789. Ils sont rejoints par la plupart des députés du clergé. La majorité de la noblesse résiste d'abord. Le 23 juin, le roi commence à céder en déclarant possible l'introduction du vote par tête dans certains cas, mais Cardon de Sandrans refuse le 25 juin de voter pour cette nouveauté. Puis Louis XVI cède encore et invite par lettre, le 27 juin, à la réunion des trois ordres.

### Député à l'Assemblée nationale constituante
C'est sur demande expresse du comte d'Artois que Cardon de Sandrans accepte de rejoindre l'Assemblée nationale ainsi constituée du tiers état, de la noblesse et du clergé. Mais il dépose avec La Bévière, l'autre député de la noblesse de Bourg-en-Bresse, une protestation formelle, où il indique ne s'être réuni aux autres ordres que par respect pour la lettre du roi, et ne pas avoir mandat pour voter autrement que par ordre. Tous les deux demandent le 2 juillet de nouveaux pouvoirs à leurs électeurs de la noblesse de Bourg ; ceux-ci les leur donnent le 10 juillet, en leur demandant de ne pas démissionner.
Selon Robert et Cougny, Sandrans ne semble pas avoir beaucoup participé aux débats, le Moniteur universel ne parlant pas de ses interventions. Mais Michaud et Depéry indiquent qu'il proteste contre tous les actes tendant à diminuer l'autorité royale, et qu'il vote constamment avec les députés royalistes les plus à droite,. Il envoie des rapports à la municipalité de Châtillon-les-Dombes pour l'informer des événements. Le 19 avril 1790, il signe pour que la religion catholique soit déclarée religion d'État. Il proteste le 24 juin 1790 contre l'abolition de la noblesse, puis, le 2 octobre 1790, contre les conclusions de l'enquête au Châtelet sur les journées des 5 et 6 octobre 1789. 
Il siège à l'Assemblée constituante jusqu'au 30 septembre 1791, mais avec des interruptions. Cardon de Sandrans, déjà malade, avait pris un premier congé le 15 mai 1790 pour raison de santé ; il prend un nouveau congé pour cause de maladie le 17 mai 1791, et est encore sur la liste des absents en juillet 1791. Il est de nouveau présent en septembre 1791 pour la fin de la session.

### Retraite, décès
Il se retire alors sur ses terres de Sandrans, près de Châtillon-les-Dombes. 
Sandrans est signalé pour ses connaissances littéraires ; il est réputé de caractère « noble et généreux », qualités qui selon un biographe Charles-Jules Dufaÿ lui évitent d'être inquiété pendant la Terreur ; mais selon E. H. Lemay, il a été emprisonné à cette époque.
À Châtillon-les-Dombes en 1797, il est président de l'administration municipale,.
Il est mort à Châtillon-les-Dombes le 3 septembre 1797 selon Michaud et Depéry,, le 23 septembre 1797 selon Lemay, le 23 septembre 1799 selon Robert et Cougny.

### Famille
- Joseph de Cardon de Sandrans épouse le 5 novembre 1769, à Lyon, Elisabeth d'Andelin, fille de Jacques d'Andelin, chevalier, seigneur de Montbegos[1], et d'Antoinette Joly. Ils ont onze enfants[1],[2] :
  - Jean, Jean-François-Louis, Jules-Armand-Louis, Françoise, morts jeunes.
  - Paul-François de Cardon de Sandrans, (1781-1848), commissaire des guerres, intendant militaire à l'hôtel des Invalides, chevalier de la Légion d'honneur[10].
  - Alexandre-François-Catherine de Cardon de Sandrans, (1787-1849), chevalier de Malte, garde du corps du roi.
  - Louis-Dominique de Cardon de Sandrans (1791-1810), mort pendant ses études à l'École polytechnique[11].
  - Paul-François-Frédéric de Cardon de Sandrans, (1795-1870), capitaine d'infanterie, chevalier de la Légion d'honneur.
  - Claudine-Victoire-Ernestine de Cardon de Sandrans, née en 1778, mariée à Joseph-Etienne de Royer du Pré, directeur des contributions directes, chevalier de la Légion d'honneur[2], anobli en 1817[12] ; ils ont deux enfants, dont un ministre :
    - Elisabeth de Royer Dupré, qui épouse en 1826 Alexandre Jacques de Montgolfier (1803-1866).
    - Ernest de Royer (1808-1877), ministre de la Justice, procureur général près la Cour de cassation, sénateur, premier vice-président du Sénat, premier président de la Cour des comptes.

  - Charlotte-Caroline de Cardon de Sandrans, qui épouse le docteur Eynard[13].
  - Augustine-Benoîte de Cardon de Sandrans, qui épouse le baron du Russel d'Inval[13].

## Sources bibliographiques
- Jean-Charles-Alexandre de Romeuf, Le baron de Cardon de Sandrans, La France moderne, 1894.
- « Cardon de Sandrans (Joseph Folch, baron) », dans Adolphe Robert et Gaston Cougny, Dictionnaire des parlementaires français, Edgar Bourloton, 1889-1891 [détail de l’édition] [texte sur Sycomore], tome I, p. 579.
- « Cardon de Sandrans, Joseph-Folch, baron de », dans Edna Hindie Lemay, Dictionnaire des constituants 1789-1791, vol. 1 (A-F), Paris, Universitas, 1991, p. 171.
- « Sandrans (Joseph de Cardon, baron de) », dans Louis-Gabriel Michaud, Biographie universelle ancienne et moderne..., Paris, Thoisnier Desplaces, 1843-1865, tome 37, p. 629 [lire en ligne]
- « Sandrans (Joseph de Cardon, baron de) », dans Jean-Irénée Depéry, Biographie des hommes célèbres du département de l'Ain..., Volume 1, Bourg, Bottier, 1835, pp. 393-394 [lire en ligne].
- Eugène Dubois, Histoire de la Révolution dans l'Ain, Librairie Brochot, 1931, volume 1.